# 12491 Musschenbroek
12491 Musschenbroek eller 1997 JE15 är en asteroid i huvudbältet som upptäcktes den 3 maj 1997 av den belgiske astronomen Eric W. Elst vid La Silla-observatoriet. Den är uppkallad efter fysikern Pieter van Musschenbroek.
Asteroiden har en diameter på ungefär 7 kilometer och den tillhör asteroidgruppen Koronis.